# Miha Kozinc
Miha Kozinc, slovenski odvetnik in politik, * 1952,
Med 25. januarjem 1993 in 19. julijem 1994 je bil minister za pravosodje Republike Slovenije.